# Great Bradley
Great Bradley is een civil parish in het Engelse graafschap Suffolk.

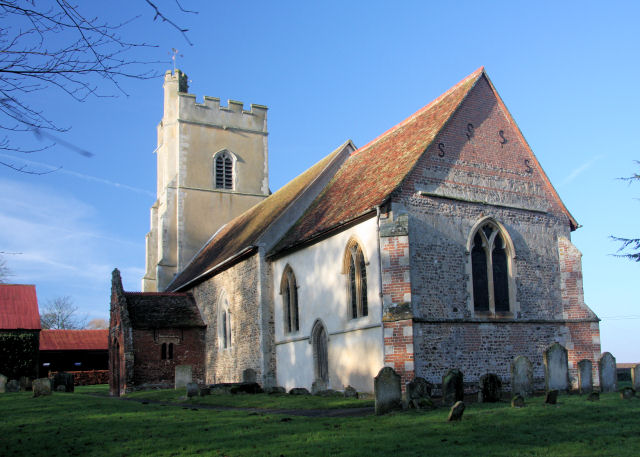
Kerk van St. Mary